# José Antonio Dorado
José Antonio 'Chechu' Dorado Ramírez (Córdoba, 10 de julho de 1982) é um futebolista profissional espanhol que atua como defensor.

## Carreira
José Antonio Dorado começou a carreira no Zaragoza.

## Títulos
Betis
- Segunda División: 2010–11

Rayo Vallecano
- Segunda División: 2017–18